# Симфония № 3 (Бернстайн)
«Каддиш» — третья симфония Леонарда Бернстайна. Написана в 1963 году, является драматическим произведением для большого оркестра, полного хора, хора мальчиков, солистки сопрано и чтеца. Название «Каддиш» отсылает к еврейской молитве, которая читается на поминальной службе в синагоге, но в которой ни разу не упоминается слово «смерть».
Симфония посвящена памяти Джона Кеннеди, убитого 22 ноября 1963 года, буквально за несколько недель до первого исполнения. Некоторые понимают симфонию как реакцию на Холокост, отчасти из-за сюжета Самуэля Пизара, посвящённого памяти Бернстайна. Текст, добавленный Пизаром, основан на его личном опыте и на том, как его семья страдала и была жестоко убита в Холокосте.

## Инструментальный состав
Состав исполнителей в переработанной версии партитуры:
- чтец
- сопрано соло
- смешанный хор
- хор мальчиков
- оркестр[2]:
  - 4 флейты (третья дублирует альтовую флейту, четвёртая — флейту пикколо), 2 гобоя, английский рожок, альт саксофон, кларнет ми-бемоль, два кларнета си-бемоль, бас кларнет си-бемоль, два фагота, контрафагот;
  - 4 валторны, труба in D, 3 трубы in С, 3 тромбона, туба;
  - арфа, фортепиано, челеста;
  - большая ударная группа: 5 литавр, вибрафон, ксилофон, колокольчики, 3 боковых барабана (малый, полевой, теноровый) большой барабан, ручной барабан (Израильский), две подвесные тарелки, парные тарелки, пальцевые тарелочки, античные тарелки (E, G, B, C), гонг, 3 бонго, 3 темпл-блока, вуд-блок, блоки из наждачной бумаги, рашпиль, кнут, трещотка, треугольник, маракасы, клаве, бубен, колокола;
  - стандартная струнная группа, состоящая из первых и вторых скрипок, альтов, виолончелей и контрабасов.

## Строение симфонии

### I. Invocation; Kaddish 1
Текст начинается с обращения чтеца «Мой Отец». Он хочет прочитать каддиш. После начального обращения к Отцу в молитве, хор поет каддиш на арамейском языке. В конце чтец повторяет последние слова молитвы:
Amen! Amen! Did You hear that, Father?
Sh’ama raba! May abundant peace Descend on us. Amen.
Затем чтец спрашивает, почему Творец не противится такому беспорядку в человеческих жизнях, и намекает, что у Него достаточно власти это изменить.

### II. Din-Torah; Kaddish 2
Молитва перерастает в спор с Отцом (который на протяжении симфонии не отвечает) и в форме «уважительного гнева» обвиняет Его в том, что Он не выполнил данного человечеству обещания. Эта часть содержит один из наиболее острых отрывков симфонии:
Ты слушаешь, Отец? Ты знаешь, кто я:
Твое подобие; то непоколебимое отражение Тебя,
Которое Человек уничтожил, погасил, изгнал.
И теперь он свободен — свободен играть
С вновь обретенным огнём, желающий смерти,
Сладострастной, полной и последней смерти.
Господь Бог Саваоф, я требую твоего объяснения!
Ты позволил, чтобы это произошло, Господь!
Ты со Своей манной, огненным столпом!
Ты просишь веры, но где Твоя вера?
Почему ты убрал Свою радугу,
Ту красивую дугу, что Ты обвязал вокруг Своего пальца,
Как напоминание, что Ты никогда не забудешь своё обещание?
«Вот, я полагаю радугу Мою в облаке…
И Я увижу её, и вспомню завет Мой…»
Твой завет! Твоя сделка с Человеком!
Ненастоящий Бог! Твоя сделка ничего не стоит!
Она скомкана в моей руке!
И где теперь вера — у Тебя или у меня?''
Чтец успокаивается, разговаривает мягко и наводит на мысль, что он успокоит Бога. Чудесное соло сопрано — это колыбельная, предназначенная помочь чтецу нежно убаюкать Бога, после чего чтец поможет Богу видеть сон.

### III. Scherzo; Kaddish 3 — Finale. Fugue-Tutti
Скерцо — последовательность сна в быстром темпе. Бог уснул, а чтец рисует его сон. Бог больше не владеет собой, и чтец имеет полную власть над Ним, пронося его в этом путешествии сквозь своё представление. Чтец начинает изображать то, что создал Бог:
Это Твое царство небесное, Отец,
Такое, каким ты его видел.
Все, установленное тобой, не тронуто.
Ягнята скачут. Пшеница колышется.
Солнечные лучи танцуют. Что-то не так.
Свет — плоский. Воздух — бесплодный.
Ты знаешь, что не так?
Не о чём мечтать.
Некуда пойти. Нечего знать.
Затем чтец продолжает показывать Богу, что он во власти этого сна.
Теперь узри мое царство земное!
Настоящие, неподдельные чудеса!
Ослепительные чудеса! …
Смотри, горящий куст!
Смотри, пылающее колесо!
Овен! Скала! Мне ударить по ней? Вот!
Из неё хлещет вода! Хлещет вода! И это сделал я!
Я создаю этот сон!
На этот раз ты поверишь мне?
Горящий куст и скала, из которой хлещет вода отсылают нас к некоторым чудесам, описанным в Ветхом Завете. Далее чтец помещает радугу на небесах, как это сделал Бог в истории Ноя, заключив этим новый завет с человеком. В громком торжестве и ярости чтец воскликает:
Посмотри на это, Отец! Поверь! Поверь!
Посмотри на мою радугу и скажи после меня:
ВОЗВЕЛИЧЕНО… И ПРОСЛАВЛЕНО…
БУДЕТ ВЕЛИКОЕ ИМЯ ЧЕЛОВЕКА!
После того, как чтец показывает Богу проблемы в этом мире, он помогает Богу поверить в новый порядок. Музыка достигает невероятной кульминации, увенчанной вступлением хора мальчиков, поющих фразу «Возвеличено и прославлено будет Его великое имя, Аминь» на иврите.
Накал в музыке спадает, когда сон заканчивается. Чтец пробуждает Бога, и Бог оказывается лицом к лицу с реальностью. Чтец, удовлетворенным тем, что Бог увидел свои ошибки, говорит:
Доброе утро, Отец! Мы снова можем быть бессмертными,
Ты и я, связанные нашей радугой.
Это наш завет, и для нас честь хранить его…
Не совсем тот завет, на который
Мы надеялись в далеком прошлом…
Речь чтеца заканчивается соглашением обеих сторон, Бога и Человека, «Страдать и воссоздавать друг друга».
Хотя и наступает разрешение борьбы, музыка не оканчивается триумфально и величественно. Вместо этого, в конце звучит последний каддиш хора, а финальный аккорд является диссонирующим, показывая, что ещё не все правильно, и много работы ещё должно быть сделано.

## Исполнение симфонии
Симфония была впервые исполнена в Тель Авиве, Израиле 10 декабря 1963 г. с Бернстайном в качестве дирижёра, с Израильским филармоническим оркестром, Дженни Турель (меццо-сопрано), Ханой Ровиной (чтец) и хорами под управлением Авраама Каплана. В этой первоначальной версии симфонии Бернстайн определил рассказчика как женщину. Работу в целом восприняли с большим энтузиазмом в Израиле.
Вскоре, 10 января 1964 г. в Бостоне состоялась и американская премьера. Шарль Мюнш дирижировал Бостонским симфоническим оркестром, хором консерватории Новой Англии и хором мальчиков из Коламбуса, упомянутой выше Турель (меццо-сопрано) и Фелицией Монтеалегре (рассказчик). Реакция американцев на произведение была смешанной, от крайне благоприятной до резкой.
В 1977 году Бернстайн переработал симфонию, говоря: «Я не был удовлетворен первоначальной версией. В ней было слишком много слов. Теперь произведение более сжатое и короткое». В новой версии Бернстайн больше не уточнял пол рассказчика, и записи производились и с женщинами, и с мужчинами в качестве чтеца. В первой записи (первоначальной версии) рассказчиком стала жена Бернстайна Фелиция Монтеалегре, тогда как во второй и третьей записях (переработанной версии) это были мужчины — Майкл Уэйгер и Уиллард Уайт.
Во время исполнения симфонии «Каддиш» в Кеннеди Центр в Вашингтоне 17 марта 1981 г. Бернстайн, как сообщали, разрыдался. Позже он признался, что видел духи Джона и Роберта Кеннеди и своей жены Фелиции, парящих перед трубами органа.
В дальнейшем симфонию часто читал Самуэль Пизар, который написал для неё новый текст, описывающий его опыт в Холокосте, где страдала вся его семья, и большинство его родных погибло. Пизар написал этот текст для симфонии «в память о Леонарде Бернстайне, любимом друге».
Первое выступление во Франции состоялось в 1994 году и было исполнено Formation Symphonique Chœur et Orchestre des Grandes Écoles с Мари Кобаяши в качестве солиста и Майклом Лонсдейлом в качестве рассказчика.
В ноябре 2017 года Кадиш исполнялась на трёх концертах Нью-Йоркского филармонического оркестра в ознаменование 100-летия Бернстайна в Дэвид-Геффен-холле, с Тамарой Уилсон (сопрано), Джереми Айронсом (рассказчик) под управлением Леонарда Слаткина.

## Записи симфонии
- Первая запись. Дирижёр — Леонард Бернстайн. Нью-Йоркский филармонический оркестр, хор мальчиков из Коламбуса и «Камерата сингерз», Дженни Турель (меццо-сопрано) и Фелиция Монтеалегре (рассказчик) (Columbia Masterworks, Stereo KS 6605) Запись 1966 г.
- Вторая запись. Дирижёр — Леонард Бернстайн. Израильский филармонический оркестр, Венский хор мальчиков, Монсеррат Кабалье (сопрано) и Майкл Уэйгер (рассказчик). (Deutsche Grammophon 463462) Запись 1977 г.
- Третья запись. Дирижёр — Джеральд Шварц. Королевский ливерпульский филармонический оркестр, Королевский ливерпульский филармонический хор, Ливерпульский кафедральный хор и Ливерпульский филармонический молодёжный хор, Ивонна Кенни (сопрано), Уиллард Уайт (рассказчик). (Naxos 8559456)
- Четвёртая запись. Дирижёр — Ютака Садо. Французский оркестр и хор радио, Карита Маттила (сопрано) и Иегуди Менухин (рассказчик). (Erato2564 69655-6) Запись 1999 г., издано в 2008 г.
- Пятая запись: Дирижёр — Леонард Слаткин. Симфонический оркестр и камерный хор BBC, Лондонская ораторская школа, Энн Мюррей (сопрано) и Джейми Бернстайн (рассказчик) (Chandos CHSA 5028).